# Lobolasioptera media
Lobolasioptera media är en tvåvingeart som beskrevs av Edwin Möhn 1964. Lobolasioptera media ingår i släktet Lobolasioptera och familjen gallmyggor.
Artens utbredningsområde är El Salvador. Inga underarter finns listade i Catalogue of Life.